# André Maurois

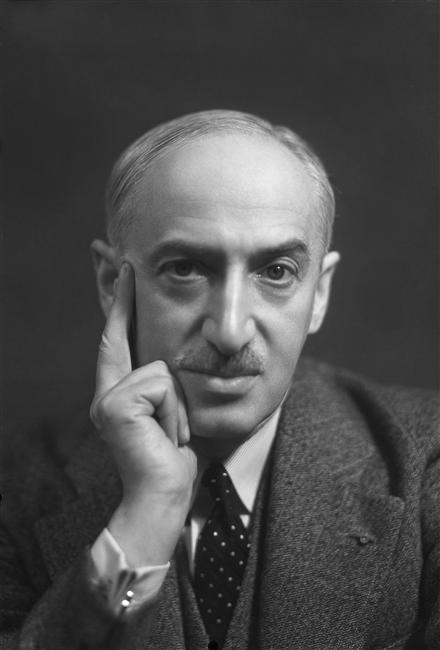
André Maurois, 1936

André Maurois, geboren Emile Salomon Wilhelm Herzog (Elbeuf 26 juli 1885 - Neuilly-sur-Seine 9 oktober 1967), was een Frans schrijver en historicus.

## Leven en werk
Maurois werd geboren als zoon van een industrieel uit de Elzas, die zich in Normandië vestigde omdat hij Fransman wilde blijven. Te Rouen volgde Maurois lessen bij de filosoof Alain, die zijn levensbeschouwing blijvend zou beïnvloeden. Tijdens de Eerste Wereldoorlog diende hij in het Franse leger, welke ervaringen hij op humoristische wijze vertaalde in zijn in romanvorm gegoten essay Les silences du colonel Bramble (1918, over zijn ervaringen als verbindingsofficier bij een Schotse divisie) alsook in Les discours du docteur O’Grady (1922).
Vanaf het einde van de Eerste Wereldoorlog legde Maurois zich volledig toe op het schrijven. Bekendheid verwierf hij met de romans Bernard Quesnay (1926) en Climats (1928), waarin hij op subtiele, methodische wijze en in een perfect-klassieke taal de gevoelens van zijn personages weet bloot te leggen. Zo ontleedt hij in Climats op minutieus-psychologische wijze de problemen van een echtpaar, met name de jaloezie en de daaruit volgende problemen, constaterend dat de werkelijke geliefde nooit degene is van wie men heeft gedroomd.
Naast fictie schreef Maurois ook veel hooggeprezen biografieën, onder andere van Shelley (1923), Disraeli (1927), Byron (1930), Toergenjev (1931), Proust (1949) en Balzac (1965). Zijn biografieën kenmerken zich door de sterk literaire inslag, waarbij hij niet schroomt om er ook zijn eigen gevoelens en gedachten in te leggen. De wetenschappelijke waarde van zijn biografieën wordt mede daarom wel ooit in twijfel getrokken, maar daar was het hem ook nooit om begonnen, zo beweerde Maurois zelf.
Het werk van Maurois kenmerkt zich in het algemeen door helderheid en levendigheid. Zijn filosofie is overal aanwezig maar wordt nooit zwaar, is eerder een levenskunst die het menselijk geluk beschouwt en die dat vooral vindt in de daad en in de maat. Zijn voorkeur gaat steeds uit naar personages, fictief of reëel, die meester zijn over hun eigen lot, waarbij evenwichtigheid een belangrijk kenmerk is.
Tijdens de Tweede Wereldoorlog diende Maurois bij het Vrije Franse Leger. Hij verbleef in Londen, waar hij Engelse les gaf aan Charles de Gaulle.
Vanaf 1938 was Maurois lid van de Académie française.